# Belvédère-Campomoro
Belvédère-Campomoro (korziško Belvideri è Campumoru) je naselje in občina v francoskem departmaju Corse-du-Sud regije - otoka Korzika. Leta 2007 je naselje imelo 162 prebivalcev.

## Geografija
Občina, sestavljena iz zaselkov Belvédère/Belvidè, Campomoro/Campumoru in Portigliolo/Portiddolu, leži v jugozahodnem delu otoka Korzike ob zalivu Valinco, 22 km zahodno od Sartène.

## Uprava
Občina Belvédère-Campomoro skupaj s sosednjimi občinami Bilia, Foce, Giuncheto, Granace, Grossa in Sartène sestavlja kanton Sartène s sedežem v istoimenskem kraju. Kanton je sestavni del okrožja Sartène.

## Zanimivosti
- Tour de Campomoro, utrjen stolp, postavljen v času Genovske republike, francoski zgodovinski spomenik,
- dolmen de Tola,
- menhir de Capo-di-Luogo.